# Нешумов, Юрий Алексеевич
Юрий Алексеевич Нешумов (19 июля 1929 — 5 октября 2015) — советский военный деятель, генерал-лейтенант погранвойск 1979 год).

## Биография
С 1947 г. служил в пограничных войсках.
Окончил Алма-Атинское военное пограничное кавалерийское училище МГБ (1950).
В 1950—1953 г. заместитель начальника, начальник заставы Бахарденского ПОГО, Туркменский ПО, в 1954—1955 г. начальник заставы окружной школы сержантского состава, г. Мары.
В 1955—1958 г. учился на пограничном факультете Военного института КГБ.
Начальник штаба 44-го (Ленкоранского) ПОГО, Азербайджанский ПО (1962—1963 г.). Начальник 37-го (Батумского) ПОГО, КЗакПО (1963—1967 г.).
Начальник штаба КСАПО (Среднеазиатского пограничного округа) (1967—1971 г.).
Слушатель Военной академии Генштаба им. К. Е. Ворошилова (1971—1973 г.).
В 1973 году только два выпускника Академии Генерального штаба были удостоены золотой медали, в том числе Нешумов. Перед выпуском ему присвоили звание генерал-майора.
Начальник войск КСАПО (сентябрь 1973—1976 г.). Начальник штаба ПВ — 1-й заместитель начальника ГУПВ КГБ при СМ СССР (октябрь 1976 — июль 1985 г.). Начальник Высших пограничных командных курсов (июль 1985 — ноябрь 1986 г.). С 1987 г. — заместитель главы советской (затем российской) представительственной делегации на переговорах с КНР по пограничным вопросам.
С 1993 г. в отставке. С 1994 г. — главный научный сотрудник — консультант Центра оперативно-пограничных исследований ФПС России.
Скончался 5 октября 2015 года в Москве. Похоронен на Троекуровском кладбище

## Награды
- Орден Октябрьской Революции;
- Орден Красного Знамени;
- Орден Дружбы народов;
- Орден «За службу Родине в Вооружённых Силах СССР» 3 степени;
- Нагрудные знаки «Почетный сотрудник госбезопасности», «Заслуженный пограничник Российской Федерации» (8 мая 1999 г.);
- Медали.